# Иоганн III (бургграф Нюрнберга)
Иоганн III (нем. Johann III. von Nürnberg, ок. 1369 — 11 июня 1420, Плассенбург) — бургграф Нюрнберга, представитель дома Гогенцоллернов. Был старшим сыном Фридриха V и Елизаветы Мейсенской.

## Биография
Уже 29.12.1375 он был обручён с Маргаритой, дочерью императора Карла IV и сестрой Венцеля, ставшего в последующем римско-немецким королём, и Сигизмунда, ставшего в последующем императором. В 1385 году бургграф Фридрих V решил позволить своим сыновьям участвовать в правлении и распределил между ними в так называемых «Dispositio Fridericiana» будущие земельные наделы. В 1396 году Иоганн III принимал участие в битве при Никополе на стороне своего шурина Сигизмунда, причём спас ему жизнь. После отставки отца в 1397 году он несколько лет правил вместе со своим братом. Самое позднее в 1403 году был осуществлён раздел наследства согласно распоряжению отца, при этом бургграф Иоганн III получил княжество Бранденбург-Кульмбах и учредил свою резиденцию в Плассенбурге.
Примерно с 1390 году бургграф Иоганн тесно сотрудничал с королём Венцелем и пытался поощрять неэнергичного люксембуржца к большей деятельности в империи. Всё же он не смог предотвратить его снятие в 1400 году. Хотя Фридрих, брат Иоганна, принимал активное участие в имперских делах и после его возвышения до титула курфюрста Бранденбурга часто был связан с Бранденбургской маркой, он заботился в большинстве случаев об интересах своего франкского владения.
Так как Иоганн III умер без мужского наследника, княжество Кульмбах перешло к его брату Фридриху VI вопреки разделу наследства. Хотя впоследствии создавались новые личные унии, раздел наследства Фридриха V сохранялся. Иоганн III умер 11 июня 1420 года и нашёл последнее успокоение в соборе Хайльсбронн.

## Семья
Жена (с 1381) — Маргарита (1373—1410), дочь императора Карла IV и Елизаветы Померанской.
Дети:
- Елизавета (1391—1429), с 1406 замужем за Эберхардом III, графом Вюртемберга.